# Stazione di Darmstadt Arheilgen
La stazione di Darmstadt Arheilgen è una fermata ferroviaria che serve il quartiere Wixhausen di Darmstadt, in Germania. È situata lungo la ferrovia Francoforte sul Meno-Heidelberg e viene servita solo dai treni del servizio ferroviario suburbano di Francoforte.
È attraversata da quattro binari, tre dei quali sono utilizzati per il trasporto a lunga percorrenza e regionale e non sono serviti da banchina, mentre il quarto è utilizzato dalla S-Bahn per entrambe le direzioni.
La stazione originale fu aperta nel 1848, ma nel 1894 fu abbandonata e rimpiazzata da un nuovo fabbricato viaggiatori situato alcune centinaia di metri più a sud ed identico a quello della vicina stazione di Darmstadt Wixhausen. L'edificio fu poi demolito quando la stazione venne ridotta a fermata e riconvertita in modo da servire solo il nuovo binario della S-Bahn.

## Servizi e interscambi
La stazione dispone di:
- Biglietteria automatica
- Parcheggio per auto e bici

e consente l'interscambio con gli altri mezzi di trasporto pubblico tramite:
- Fermata autobus RMV